# Max von Pauer
Max von Pauer (Londres, Regne Unit, 31 d'octubre de 1866 - 1945) fou un pianista i compositor anglès.
Va rebre la primera formació pianística del seu pare el famós compositor i pianista Ernest Pauer. Més tard el seu pare l'envià Colònia on estudià amb Franz Lachner, i en aquesta ciutat i va romandre de 1881 a 1885. I durant aquests anys feu alguns concerts públics per primera vegada. Ensems viatjà per Països Baixos, Alemanya i Anglaterra.
El 1887 fou nomenat professor de piano en el Conservatori de Colònia, i el 1887 es traslladà a Stuttgart, on el 1908 en fou nomenat director del Conservatori en morir De Lange. Max von Pauer, i on tingué entre altres alumnes a Hubert Giesen, John Petrie Dunn. Gaudí d'una plena carrera tant com a concertista o com a distingit professor de piano. Fou convidat al Conservatori de Praga i al de Moscou per a ensenyar, però refusà les ofertes.
El 1893 fou nomenat Membre del Tribunal de Piano a Darmstadt i el 1898 se'n feu professor. És autor d'algunes obres per a piano, i va col·laborar en l'edició del Klavierschule, dels editors Lebert-Starkschen de Stuttgart (1904). També va fer diversos arranjaments de simfonies de Joseph Haydn i Wolfgang Amadeus Mozart. Amb la violinista Melanie Michaelis va dur a terme a la primavera de 1917 una gira per Alemanya, entre d'altres, per Freiberg i Berlín.